# Didymoglossum cuspidatum
Espèce
Didymoglossum cuspidatum est une fougère de la famille des Hyménophyllacées. 

## Position taxinomique
Elle est classée dans le sous-genre Microgonium.
Une variété est reconnue :
- Didymoglossum cuspidatum var. densestriatum (C.Chr.) J.P.Roux (2009) - Madagascar (Synonyme : Trichomanes cuspidatum var. densestriatum C.Chr.)

Elle comporte les synonymes suivants : Hemiphlebium cuspidatum (Willd.) Prantl, Microgonium cuspidatum (Willd.) C.Presl, Trichomanes adianthinum Bory, Trichomanes bojeri Hook. & Grev., Trichomanes cuspidatum Willd.

## Historique
Cette espèce est décrite en 1810 par Carl Ludwig Willdenow sous le nom de Trichomanes cuspidatum Willd.
En 1843, Karel Bořivoj Presl la reclasse dans le genre Microgonium : Microgonium cuspidatum (Willd.) C.Presl. Il est suivi en cela par Edwin Bingham Copeland en 1938.
Karl Anton Eugen Prantl la reclasse en 1875 dans le genre Hemiphlebium : Hemiphlebium cuspidatum (Willd.) Prantl.
Enfin, en 2006, Ebihara et Dubuisson la placent dans le genre Didymoglossum : Didymoglossum cuspidatum (Willd.) Ebihara & Dubuisson, et en font l'espèce type du sous-genre Microgonium.

## Description

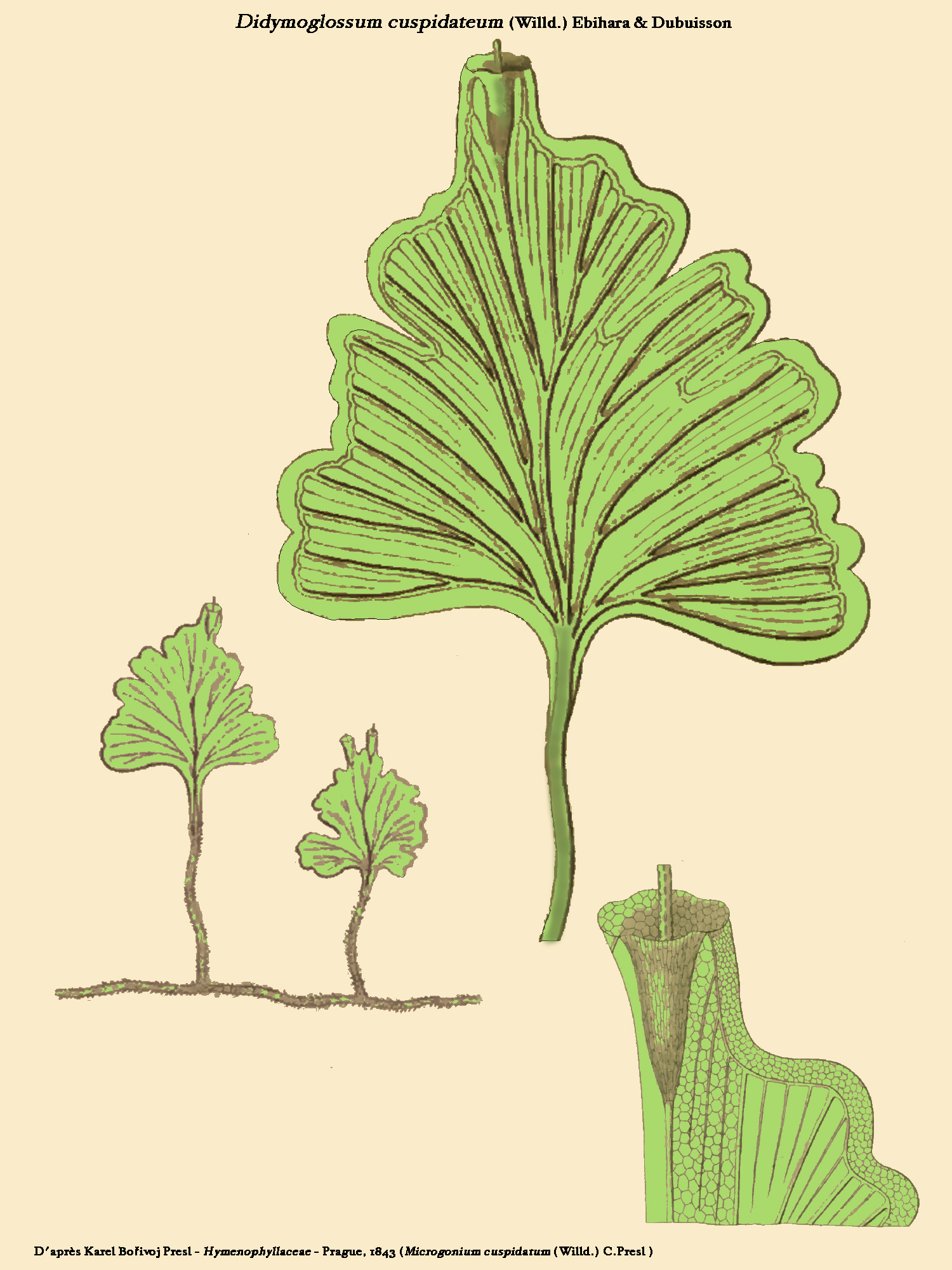
Didymoglossum cuspidatum (illustration de C.Presl)

Cette espèce a les caractéristiques suivantes :
- un long rhizome traçant, densément couvert de poils bruns à noirâtres et sans racines aux frondes espacées ;
- le pétiole est filiforme, de 1 à 2 centimètres de long, portant des poils noirs ;
- le limbe est entier, très variable de forme - linéaire lancéolé ou oblong ou en forme d'éventail - de 0, 5 à 3 cm de long sur 0,5 à 2 cm de large ;
- la nervuration est flabellée ou pennée dans les feuilles étroites ; les fausses nervures sont parallèles aux vraies nervures ;
- le limbe porte de fausses nervures submarginales (caractéristique du sous-genre) ;
- les sores sont peu nombreux et situés aux extrémités du limbe ;
- l'indusie est tubulaire, longue et aux orifices dilatés ;
- les sporanges sont complètement couverts par l'indusie, mais portés par une columelle de plus du double de la longueur de l'indusie - l'apparence de cette columelle ressemblant à une petite pointe est à l'origine de l'épithète spécifique.

## Distribution
Cette espèce, presque strictement épiphyte, est présente dans les îles de l'Océan Indien : Madagascar, La Réunion, Maurice.